# جامعة دار السلام
جامعة دار السلام (بالسواحيلية: Chuo Kikuu cha Dar es Salaam)، تقع في مدينة دار السلام بتنزانيا التي تعد أكبر المدن والعاصمة السابقة. تشكلت في عام 1961 باعتبارها فرع تابع لجامعة لندن. أصبحت بعد ذلك جزء من جامعة شرق أفريقيا في عام 1963، وذلك بعد وقت قصير من حصول تنزانيا على استقلالها من المملكة المتحدة. في عام 1970، وتم تقسيم جامعة شرق أفريقيا إلى ثلاث جامعات مستقلة: جامعة ماكيريري في أوغندا، وجامعة نيروبي في كينيا، وجامعة دار السلام.

## التصنيف العالمي
في عام 2012، تم تصنيف الجامعة رقم 1618 بين أفضل 2000 جامعة في العالم.

## معرض صور

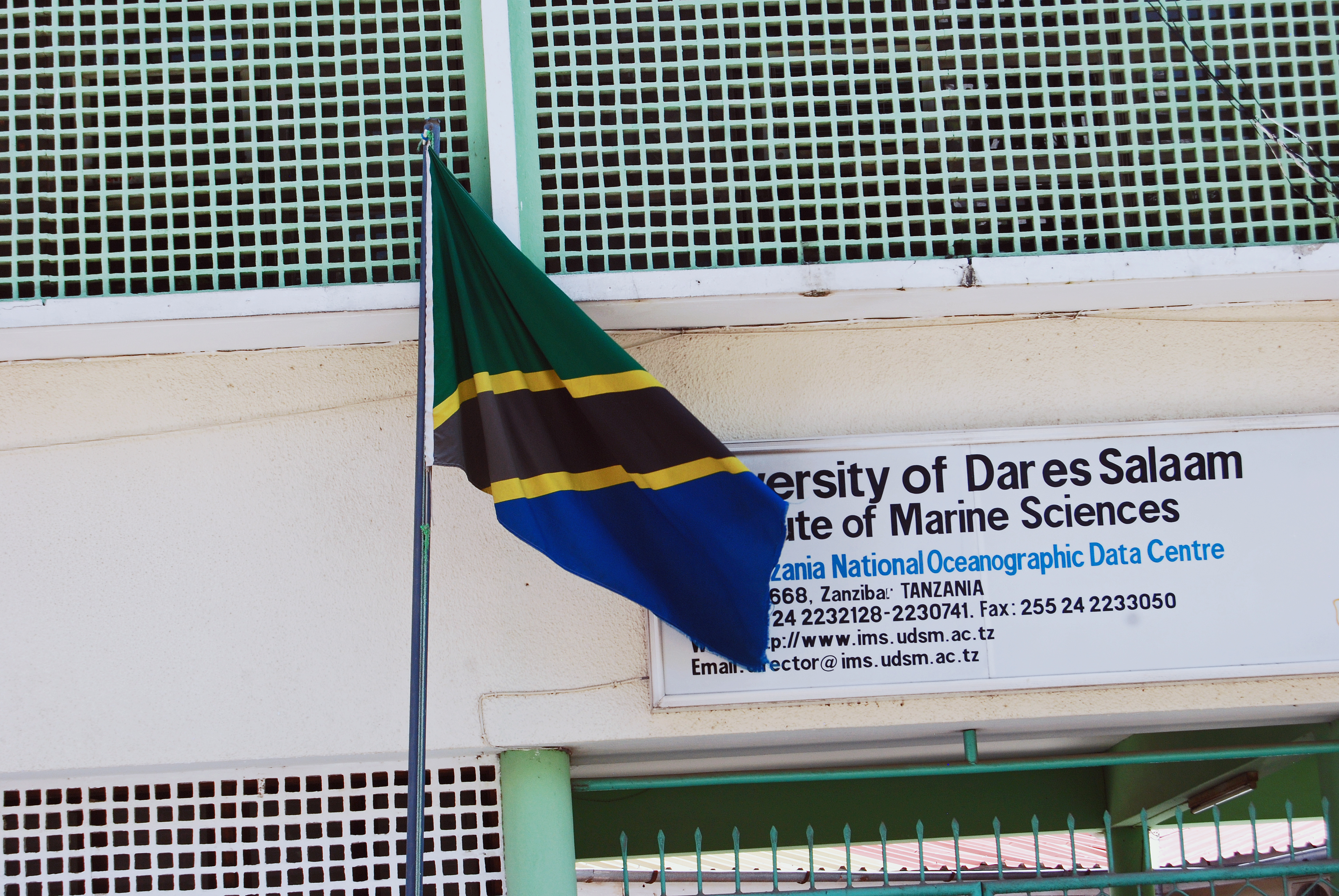
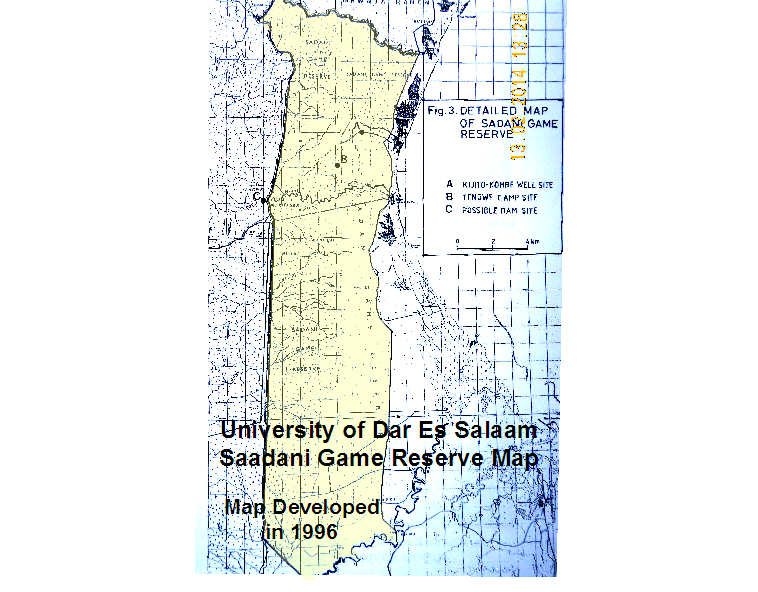
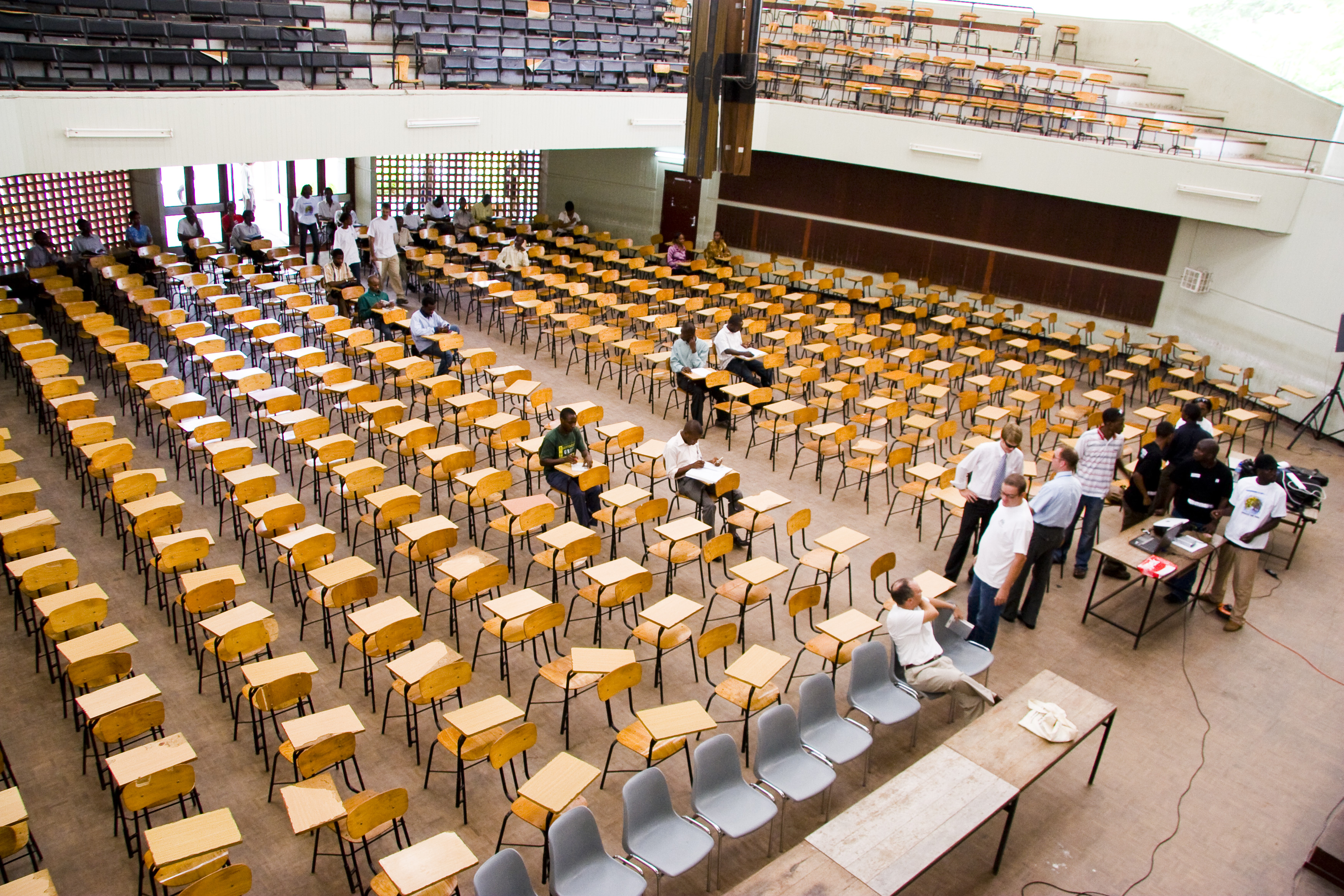